# Саши (Кировская область)
 Саши  — деревня в Кирово-Чепецком районе Кировской области в составе Кстининского сельского поселения.

## География
Расположена на расстоянии примерно 1 км на северо-восток от центра поселения села Кстинино.

## История
Известна с 1873 года, когда здесь была учтена деревня Дуркинская 2-я (дворов 29 т жителей 239, состоявшая из деревень: Шиши, Кобели и Шимачи. В 1905 году здесь (деревня Дуркинская 2-я или Шаши) дворов 20 и жителей 107, в 1926 (Шоши или Дуркинская 2-я) 21 и 95, в 1950 (Саши) 21 и 76, в 1989 39 жителей.

## Население
Постоянное население составляло 11 человек (русские 100%) в 2002 году, 21 в 2010.